# Чемпионат Гибралтара по футболу 2024/2025
Чемпионат Гибралтара по футболу 2024/25, официально именуемый Футбольной лигой Гибралтара 2024/25 (англ. 2024–25 Gibraltar Football League), — 126-й розыгрыш чемпионата Гибралтара. Сезон начался 16 августа 2024 года и закончится 4 мая 2025 года. Действующим чемпионом является футбольный клуб «Линкольн Ред Импс».
Победитель чемпионата получит право на участие в 1-м квалификационном раунде Лиги чемпионов УЕФА 2025/2026; команда, занявшая второе место, а также обладатель Кубка получат путёвки в 1-й квалификационный раунд Лиги конференций УЕФА 2025/2026.

## Формат
В турнире принимают участие 11 команд, каждая из которых сыграет с каждым из своих соперников по 2 раза. По итогам 20 туров регулярного сезона 6 команд, набравших наибольшее количество очков, получат право на участие в Чемпионской группе: каждая из команд сыграет с соперниками по 1 разу; по итогам матчей Чемпионской группы определятся чемпион страны и её представители в еврокубках.
В связи с реконструкцией стадиона «Виктория» все матчи чемпионата пройдут на поле «Европа Спортс Парк».

## Команды
13 мая 2024 года Футбольная ассоциация Гибралтара опубликовала результаты лицензирования клубов для их участия в чемпионате страны 2024/25. Клубную лицензию УЕФА получили «Линкольн Ред Импс», «Сент-Джозефс», «Бруно’с Мэгпайс» и «Лайонс Гибралтар»; ещё 7 клубов получили лицензии местной футбольной ассоциации: «золотые» — «Европа», «Европа Поинт», «Линкс» и «Монс Кальп»; «серебряные» — «Колледж 1975», «Глэсис Юнайтед» и «Манчестер 62».

## Регулярный сезон

### Таблица регулярного сезона
| Поз | Команда           | И  | В | Н | П | МЗ | МП | РМ  | О  | Квалификация                                                     |
| --- | ----------------- | -- | - | - | - | -- | -- | --- | -- | ---------------------------------------------------------------- |
| 1   | Сент-Джозефс      | 11 | 9 | 2 | 0 | 26 | 7  | +19 | 29 | Команды, продолжающие борьбу за чемпионство и места в еврокубках |
| 2   | Линкольн Ред Импс | 10 | 8 | 2 | 0 | 31 | 2  | +29 | 26 | Команды, продолжающие борьбу за чемпионство и места в еврокубках |
| 3   | Европа            | 11 | 7 | 3 | 1 | 23 | 11 | +12 | 24 | Команды, продолжающие борьбу за чемпионство и места в еврокубках |
| 4   | Бруно’с Мэгпайс   | 11 | 7 | 1 | 3 | 31 | 14 | +17 | 22 | Команды, продолжающие борьбу за чемпионство и места в еврокубках |
| 5   | Манчестер 62      | 9  | 5 | 2 | 2 | 21 | 11 | +10 | 17 | Команды, продолжающие борьбу за чемпионство и места в еврокубках |
| 6   | Лайонс Гибралтар  | 11 | 3 | 2 | 6 | 18 | 21 | −3  | 11 | Команды, продолжающие борьбу за чемпионство и места в еврокубках |
| 7   | Глэсис Юнайтед    | 10 | 3 | 1 | 6 | 12 | 18 | −6  | 10 |                                                                  |
| 8   | Монс Кальп        | 11 | 3 | 0 | 8 | 14 | 28 | −14 | 9  |                                                                  |
| 9   | Колледж 1975      | 11 | 2 | 2 | 7 | 5  | 25 | −20 | 8  |                                                                  |
| 10  | Линкс             | 10 | 2 | 1 | 7 | 12 | 23 | −11 | 7  |                                                                  |
| 11  | Европа Поинт      | 11 | 0 | 2 | 9 | 7  | 40 | −33 | 2  |                                                                  |